# Desmond Askew
Pour les articles homonymes, voir Askew.
Desmond Askew est un acteur britannique, né le 17 décembre 1972 à Londres (Royaume-Uni).

## Biographie
Il étudia le métier d'acteur à la Sylvia Young Theatre School.

## Filmographie
- 1983 : Digital Dreams (TV)
- 1984 : Give My Regards to Broad Street : Magic Carped Child
- 1987 : Pulaski (série télévisée) : 2nd Kid
- 1988 : Jack l'Éventreur (Jack the Ripper) (TV) : Copy Boy
- 1994 : Grange Hill (série télévisée) : Richard
- 1996 : Island (série télévisée) : Danny
- 1996 : The Bill (série télévisée)
- 1999 : Go : Simon Baines
- 2000 : Then Came You (série télévisée) : Ed
- 2000 : Le Fugitif (The Fugitive) (série télévisée) : Warren
- 2001 : Honey Vicarro (TV)
- 2001 : Roswell (série télévisée) : Brody Davis
- 2001 : Kristin (série télévisée) : Ziggy
- 2002 : Dupli-Kate (Repli-Kate) : Henry
- 2002 : Fabled : Joseph Fable
- 2003 : Jack's House (TV)
- 2003 : Black Sash (série télévisée) : Monte Waller
- 2003 : Las Vegas (série télévisée) : Rowan Davies
- 2003 : Half and Half (série télévisée) : Ian
- 2003 : Charmed (série télévisée) : Gith
- 2006 : La colline a des yeux (The Hills Have Eyes) : Big Brain
- 2006 : Turistas (Paradise Lost) : Finn
- 2007 : Universal Remote : Television Hosts (voix)
- 2007 : South of Pico : Phil
- 2007 : Jekyll, de Scott Zakarin : Ziggy Poole
- 2008 : No Man's Land: The Rise of Reeker : Binky